# Hlín Eiríksdóttir
Hlín Eiríksdóttir (* 12. Juni 2000) ist eine isländische Fußballnationalspielerin, die von 2015 bis 2020 im Kader des Erstligisten Valur Reykjavík stand. Seit 2025 steht sie beim englischen Erstligisten Leicester City unter Vertrag. Sie ist die Tochter von Guðrún Sæmundsdóttir, die selbst 34 Länderspiele für Island in der Zeit von 1985 bis 1996 bestritt.

## Karriere

### Im Verein
Hlín spielte ab 2015 bei Valur Reykjavík, wo sie mit 15 Jahren ihr erstes Spiel in der ersten isländischen Frauenliga bestritt. Es war aber das einzige Ligaspiel in der Saison. 2016 hatte sie dann schon neun Einsätze, zumeist als Einwechselspielerin. Ab 2017 war sie dann Stammspielerin, die in allen 18 Ligaspielen zum Einsatz kam. In der Saison 2019 trug sie mit 16 Toren als Torschützenkönigin dazu bei, dass Valur nach acht Jahren ohne Meistertitel wieder die Meisterschaft gewann und an der UEFA Women’s Champions League 2020/21 teilnehmen konnte. Hier konnten sie in der ersten Qualifikationsrunde gegen HJK Helsinki mit 3:0 gewinnen. In der 2. Qualifikationsrunde hatten sie gegen Glasgow City FC wieder Heimrecht; nachdem es nach 120 Minuten 1:1 stand, kam es zum Elfmeterschießen, das sie mit 3:4 verloren.
Zur Saison 2021 wechselte sie zum schwedischen Erstligisten Piteå IF, mit dem sie die Spielzeit auf dem vorletzten Platz beendete, den Abstieg damit knapp vermied. In der Saison 2022 belegte der Klub am Ende den siebten Platz. In allen 26 Spielen stand sie in der Startelf, wurde zwar 19-mal ausgewechselt, war aber mit zehn Toren beste Torschützin ihrer Mannschaft. Zur Saison 2023 wechselte innerhalb der Liga zu Kristianstads DFF.
Im Januar 2025 wechselte sie zu Leicester City.

### In der Nationalmannschaft
Hlín debütierte im April 2015 bei einem UEFA-Turnier in der U-16-Nationalmannschaft. Mit den U-17-Juniorinnen nahm sie im Oktober dann an der ersten Qualifikationsrunde in Montenegro zur U-17-Fußball-Europameisterschaft der Frauen 2016 teil und erzielte beim 3:0-Sieg gegen die Gastgeberinnen ein Tor. Als Gruppenzweite erreichten sie die Eliterunde, die im März 2016 in Serbien stattfand. Hier konnten sie nur gegen Belgien mit 2:1 gewinnen, wozu sie das erste Tor beitrug. Nach Niederlagen gegen England und die Gastgeberinnen verpassten sie als Gruppendritte die Endrunde. Im Oktober unternahmen sie einen neuen Anlauf und konnten beim Turnier in Irland den zweiten Platz belegen, wozu sie mit vier Toren beitrug. Bei der Eliterunde Ende März/Anfang April 2017 konnten sie in Portugal zwar gegen die Gastgeberinnen und Schweden gewinnen, durch eine Niederlage gegen Spanien verpassten sie aber wieder die Endrunde. Für die U-19-Nationalmannschaft kam sie dann im September 2017 in der ersten Qualifikationsrunde zur U-19-Fußball-Europameisterschaft der Frauen 2018 beim Turnier in Deutschland zum Einsatz. Beim 7:0-Sieg gegen Montenegro eröffnete sie den Torreigen und steuerte noch ein weiteres Tor bei. Durch einen 2:0-Sieg gegen die Kosovarinnen hatten sie den zweiten Platz sicher und waren damit für die Eliterunde qualifiziert, so dass die 0:1-Niederlage gegen Deutschland verkraftet werden konnte. Bei der Eliterunde im Juni 2018 reichte es wieder zu zwei Siegen gegen Gastgeber Polen und Griechenland, durch eine 0:2-Niederlage gegen Norwegen verpassten sie aber die Endrunde. Mit drei Toren war sie zusammen mit Sólveig Jóhannesdóttir beste isländische Torschützin der Qualifikation. Im Oktober konnten sie dann in der ersten Qualifikationsrunde zur U-19-Fußball-Europameisterschaft der Frauen 2019 beim Turnier in Armenien alle drei Spiele gewinnen. Bei der Eliterunde im April 2019 reichte es aber nur zu je einem Sieg, einem Remis und einer Niederlage, so dass sie als Gruppenzweite die Endrunde wieder nicht erreichten. Mit fünf Toren war sie diesmal alleinige beste isländische Torschützin.
Bereits als Juniorinnen-Nationalspielerin wurde sie am 23. Januar 2018 erstmals in der A-Nationalmannschaft eingesetzt, als sie beim Freundschaftsspiel gegen Norwegen in der 86. Minute für Fanndís Friðriksdóttir eingewechselt wurde. Beim Algarve-Cup 2018 wurde sie in den vier Spielen eingesetzt, stand bei der 1:2-Niederlage gegen Ex-Weltmeister Japan erstmals in der Startelf und erzielte mit ihren ersten beiden Toren für die A-Nationalmannschaft die einzigen Tore der Isländerinnen beim Turnier. In der Qualifikation für die WM 2019 hatte sie aber nur einen 18-minütigen Kurzeinsatz beim 5:0-Sieg gegen die Färöer im April. In der Qualifikation für die EM 2022 wurde sie dann in sieben von acht Spielen eingesetzt, aber nie über die volle Spielzeit. Für die EM-Endrunde wurde sie nicht nominiert.
Für die letzten beiden Gruppenspiele in der Qualifikation für die WM 2023 wurde sie nominiert, aber nicht eingesetzt. Nach einem 6:0-Sieg gegen Belarus kam es am letzten Spieltag in Utrecht zum Finale um den Gruppensieg gegen die Niederlande, wobei den Isländerinnen ein Remis gereicht hätte. Bis zur 3. Minute der Nachspielzeit hielten die Isländerinnen ihr Tor sauber, dann mussten sie das einzige Tor des Spiels hinnehmen, wodurch sich die Niederländerinnen qualifizierten und die Isländerinnen in die Play-offs gegen Portugal mussten. Durch eine 1:4-Niederlage nach Verlängerung, bei der sie auch nur auf der Bank saß, verpassten sie endgültig die WM-Endrunde.
Da erstmals das Abschneiden bei der WM für die europäischen Teams nicht entscheidend für die Qualifikation zu den Olympischen Spielen 2024 war, hatten die Isländerinnen noch die Chance sich über die UEFA Women’s Nations League 2023/24 für die Spiele in Paris zu qualifizieren. Die Isländerinnen konnten aber nur die beiden Spiele gegen Wales und das letzte Spiel gegen Dänemark gewinnen, verloren aber beide Spiele gegen Deutschland und das Heimspiel gegen Dänemark. Damit verpassten sie als Gruppendritte nicht nur das Final Four Turnier, bei dem um zwei Olympiatickets gespielt wurde, sondern mussten auch in die Relegation. Hier setzten sie sich aber mit 1:1 und 2:1 gegen Serbien durch, so dass sie in Liga A bleiben. Hlín kam in allen acht Spielen zum Einsatz.
In der für die Isländerinnen erfolgreich verlaufenen Qualifikation für die EM 2025 wurde sie in allen sechs Spielen eingesetzt und erzielte zwei Tore.
Am 13. Juni 2025 wurde sie für die EM-Endrunde 2025 nominiert. Sie kam bei zwei der drei Niederlagen ihrer Mannschaft zum Einsatz, nach denen die Isländerinnen ausschieden. Im letzten Gruppenspiel erzielte sie bei der 3:4-Niederlage gegen Norwegen in der 84. Minute das Tor zum 2:4-Zwischenstand.

## Erfolge
Valur Reykjavík
- Isländische Meisterin: 2019
- Isländische Ligapokalsiegerin: 2017

## Auszeichnungen
- Goldener Schuh als beste Torschützin der Pepsi-deild kvenna: 2019 (mit zwei anderen Spielerinnen)